# Liste schwäbischer Adelsgeschlechter/N

## N
| Name                  | Stammsitz                                                                  | Stand                                   | Anmerkungen zu Geschichte und Verbreitung | Mitgliedschaft in Adelsvereinigungen, Bündnissen oder Matrikeln | Links zu relevanten Bildergalerien                                                                                      | Wappen                                          |
| --------------------- | -------------------------------------------------------------------------- | --------------------------------------- | --- | --- | --- | ----------------------------------------------- |
| Grafen von Neipperg   | Burg Neipperg                                                              | Herren Reichsritter Grafen Reichsgrafen | 1241 nennts sich das auf Birtilo von Schwaigern (1120 bezeugt) zurückgehende Geschlecht nach der Burg Niberch. 1302 Herrschaft Schwaigern, 1407 Erwerb von Klingenberg, 1726 zu Reichsgrafen ernannt | Gesellschaft mit dem Esel Kanton Kraichgau | Burg Neipperg weitere Bilder hier                                                                                       | Scheibler                                       |
| Grafen von Nellenburg | Nellenburg                                                                 | Grafen                                  | Seit 889 erkennbar. Verwandt mit den Burchardingern und den Udalrichingern. Stifter des Klosters Allerheiligen. Wechseln um 1050 vom Zürichgau an den oberen Rhein. 107//78 ging das Gebiet im Zürichgau verloren. 1080 nennen sie sich erstmals nach der Nellenburg. 1100/1105 starben die älteren Grafen aus und vererbten Herrschaft und Namen an die Grafen von Bürglen. 1170 geht die Herrschaft an die Grafen von Veringen | Leitbracken | Ratsitzung Graf Eberhard des Milden von Württemberg (regierte 1392–1417) Graf von Nellenburg Nr. 12 weitere Bilder hier | Ingeram-Codex Siebmacher                        |
| Nenningen             | Nenningen                                                                  |                                         | erwähnt von 1270 bis 1578 | Leitbracken | | Ingeram-Codex verschrieben Lenningen Siebmacher |
| Neuffen               | Burg Hohenneuffen                                                          | Grafen                                  | | | Gottfried von Neifen im Codex Manesse, ca. 1310 weitere Bilder hier                                                     | Zürcher Wappenrolle                             |
| Neuhausen             | Neuhausen                                                                  | Reichsritter                            | 1754 erloschen | Leitbracken Gesellschaft mit dem Esel Kanton Donau (1584 - 18. Jhd. mit halbem Gut Schnürpflingen) Kanton Neckar (bis 1699 mit halb Neuhausen) Kanton Kocher (mit Hofen (1369–1753), Oeffingen (1369–1618), Oberensingen (1550–1640), Alfdorf (Mitte 16. Jhd. – 1619)) | | Scheibler Siebmacher                            |
| Neuneck               | Neuneck Glatt                                                              | Ritteradelig                            | | Schleglerbund Leitbracken Sankt Jörgenschild Schwäbischer Bund Ritterkanton Neckar-Schwarzwald (1548–1671) (wegen: Glatt und Dürrenmettstetten) | Rheinhard von Neuneck weitere Bilder hier                                                                               | Scheibler                                       |
| Nippenburg            | Nippenburg                                                                 | Reichsritter                            | siehe hier | Leitbracken Sankt Jörgenschild Schwäbischer Bund Kanton Neckar (1548- ca. 1630) Kanton Kocher (1592–1645, wegen des halben Mühlhausens) | Burgruine Nippenburg weitere Bilder hier                                                                                | Ingeram Codex Siebmacher                        |
| Nothaft von Hohenberg | zuerst Burg Rems; später Hochdorf und Hochberg (alle in Remseck am Neckar) | Reichsritter                            | Verwandtschaft mit dem ursprünglich aus Böhmen stammenden fränkischen und bayerischen Adelsgeschlecht Notthaft nicht eindeutig nachgewiesen, aber wahrscheinlich. | Kanton Kocher | Ratsitzung Graf Eberhard des Milden von Württemberg (regierte 1392–1417) Werner von Nothaft Nr. 24 weitere Bilder hier  | Scheibler Siebmacher                            |